# Детерминизъм
Детерминизмът е философската теория, според която всяко събитие, включително човешкото съзнание и действия, е причинно предопределено от непрекъсната поредица от по-ранни събития. Основно последствие от детерминистичната философия е, че свободната воля е илюзия. Сред философите, които се занимават с тази тема, са Пиер-Симон Лаплас, Артур Шопенхауер, Дейвид Хюм, Томас Хобс, Имануел Кант.

## Видове детерминизъм
Съществуват няколко вида детерминизъм:
- Причинно следствен детерминизъм – теорията, че всяко действие се дължи на предишни събития и условия, и на законите на физиката. Тоест често нечиите намерения, избори и действия са неотменима част от причинно-следствената верига и са причина за неотменимо следствие. Според теорията има непрекъсната връзка между събитията от началото на Вселената и момента, в който четете това.
- Номологичен детерминизъм – най-честата форма на причинно следствения. Миналото и настоящето определят бъдещето изцяло и необходимо от абсолютните закони на физиката. Всяко следствие е резултат от предишни събития. Това добре се илюстрира с мисловния експеримент „Демонът на Лаплас“ – ако някой (Демон) знае точното място и движеща сила на всеки атом във Вселената, миналите и бъдещите им стойности мога да се сметнат точно от Нютоновите закони.
- Необходизмът е метафизичен принцип, отричащ вероятностите. Има точно един начин за Света да съществува. Левкип твърдял, че няма непричинени събития, че всичко се случва с причина и по необходимост.
- Предетерминизмът е идеята, че всички събития са определени първоначално. Той е защитаван с неразрушимата верига причина-следствие. Тази верига вече е била определена и човешките действия не могат да взаимодействат с нея. Често се използва в контекста на биологията. Например зиготата определя изцяло тялото и неговите възможности, заради предварително написаното ѝ ДНК.
- Фатализмът е идеята, че всичко е писано да се случи и хората нямат контрол над живота си. Съдбата е главната сила и не е нужно да следва каквато и да е верига.
- Теологическият детерминизъм е идеята, че всичко е планирано да се случи от монотеистично божество или че ще се случи по определен начин, тъй като божеството е всевиждащо и вече знае бъдещите събития.
- Логическият детерминизъм или определеността е понятието, че всички вероятности за миналото, настоящето или бъдещето са или възможни, или не. Няма трети вариант. Тоест ако те са възможни, задължително се случват, а ако не са – няма да се случат. Проблемът за свободната воля е още по-очевиден тук.
- Етернализмът е идеята за времето като четвърто измерение, в което всички точки съществуват едновременно – минали, настоящи и бъдещи събития. Например блокове надолу и нагоре по улица и поредността, в която се виждат, зависят от пътя, по който минаваме.
- Адекватният детерминизъм е идеят, че квантовата неопределеност може да бъде игнорирана за повечето макроскопични събития, заради квантовата декохерентност. За да наблюдаваме квантова частица ние трябва да я облъчим със светлина – фотонни частици, което променя резултата от наблюдението. Това е квантовата неопределеност, която опровергава „Демонът на Лаплас“. Понеже не можем да наблюдаваме квантите, няма как да знаем точното им и местоположение. Но в по-голям мащаб това губи своето значение, защото законите на квантовата механика асимпотично достигат законите на Нютон. Стивън Хокинг казва, че в по-големи мащаби квантовите закони рядко променят стойностите на законите на механиката, които са доста точни (но не напълно сигурни). Нещо с размера на животинска клетка ще бъде „адекватно определено“ въпреки квантовата неопределеност.